# Camandona
Camandona (Camandon-a in piemontese) è un comune italiano sparso di 316 abitanti della provincia di Biella in Piemonte. La sede comunale è collocata nella frazione Bianco.

## Geografia fisica

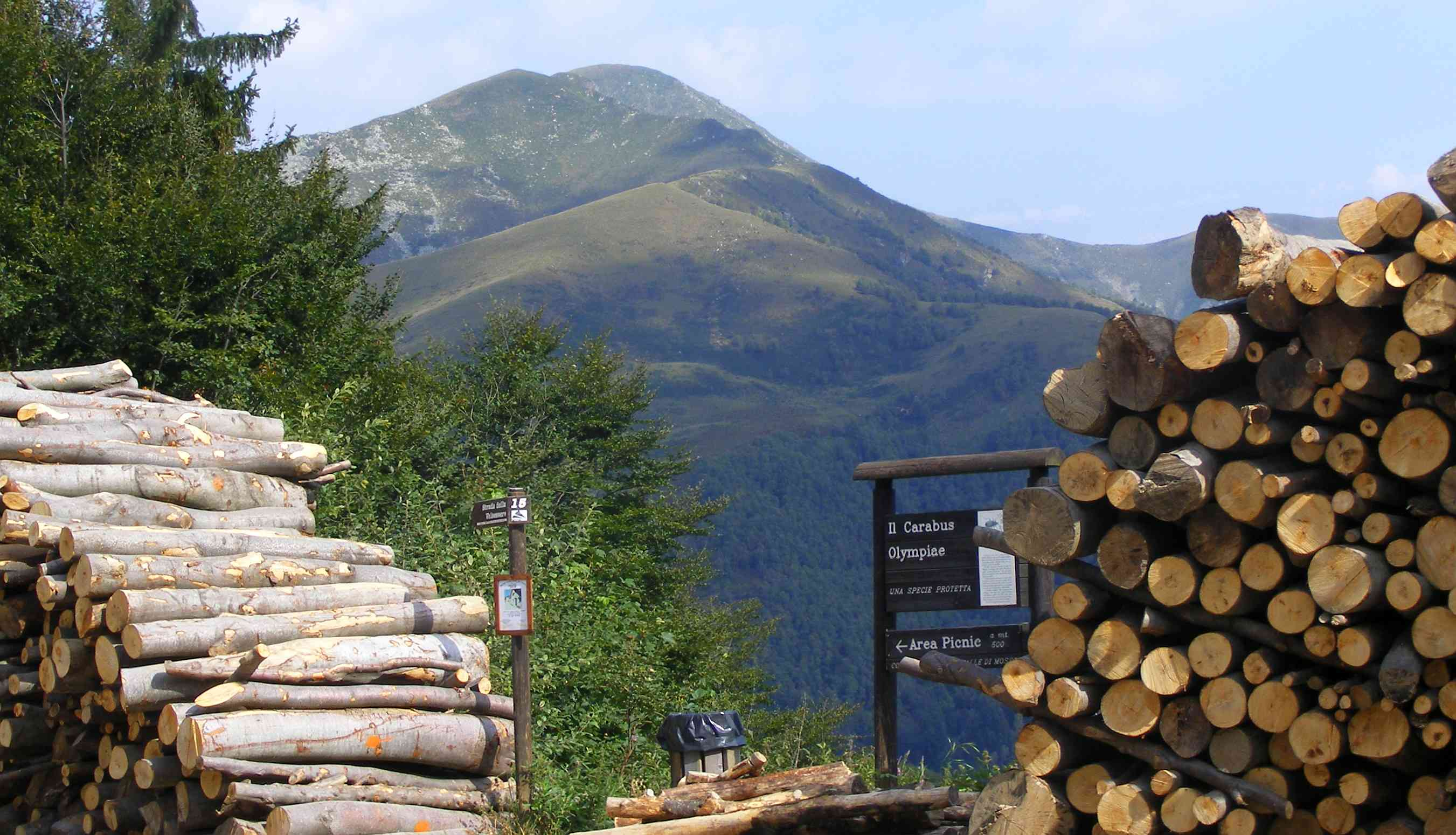
La cima dell'Asnas

Il territorio di Camandona si allunga in direzione nord-ovest/sud-est ed è collocato nella parte alta del bacino dello Strona di Mosso.
La quota più bassa (500 m circa) si raggiunge nei pressi di questo torrente, che segna il confine a sud-est con il comune di Callabiana e a sud con quello di Pettinengo; il rio Overa segna invece verso nord-est il confine con Veglio.
A monte il territorio comunale si spinge fino a quota 1400 circa, nei pressi della Panoramica Zegna. Fa inoltre parte del comune un'isola amministrativa montana in Valsessera che si estende dal fondovalle alla Cima dell'Asnas.
- Classificazione sismica: zona 4 (sismicità molto bassa)[6]

## Origini del nome
Il nome del comune deriva forse dal piemontese Cà bandonà (casa abbandonata): la zona era infatti in origine un alpeggio occupato solo temporaneamente e durante la cattiva stagione veniva, appunto, abbandonato dagli allevatori.

## Storia
Camandona fu nel Medioevo un alpeggio, la cui occupazione permanente è documentata a partire dal 1446. L'esistenza di una parrocchia risale almeno al 1530, mentre il comune divenne autonomo solo il 16 dicembre 1627.
Il 26 agosto 1722 Camandona fu smembrata dal feudo di Mosso, a cui apparteneva, per divenire un feudo a sé stante, affidato al conte Giovanni Battista Marchisio.
Il 15 dicembre 1798 venne eretto in piazza l'albero della libertà; nel 1821, con la restaurazione, Camandona entrò a far parte del mandamento di Mosso.
 La popolazione di Camandona, come quella di molti altri centri della montagne biellesi, praticò sistematicamente l'emigrazione stagionale o permanente, in particolare verso l'estero. Molti camandonesi riuscirono a distinguersi nei paesi di emigrazione, in particolare come imprenditori nel campo dell'edilizia. Tra essi divenne particolarmente noto Valdimiro Catella Rebecco (1887-1948), imprenditore e ingegnere ferroviario, considerato il padre delle ferrovie del Siam. Trasferitosi in Thailandia lavorò nelle ferrovie di stato ottenendo nel 1921 il grado di ingegnere di divisione; nel 1924 gli fu conferito dalla Corona del Siam l'Ordine dell'Elefante Bianco. Nel 1925 fece ritorno in Italia dove fu attivo come imprenditore edile ed ottenne l'onorificenza di Cavaliere della Corona d'Italia (nel 1922).
Nel 1945 nel territorio comunale si svolsero sanguinosi scontri tra i partigiani attivi in zona e le forze nazifasciste. Tra i partigiani che presero parte alle ostilità avrà nel dopoguerra particolare notorietà Edgardo Sogno, la cui famiglia era originaria del paese.
Nel 1964 vi vennero aggregate le borgate Pianezze, già suddivise fra i comuni di Bioglio, Pettinengo e Valle San Nicolao.

### Simboli
Lo stemma comunale è uno scudo troncato: nel primo di azzurro, alla mucca pezzata ferma sulla pianura verde; nel secondo di rosso, al castagno sradicato. Ornamenti esteriori da Comune.
L'emblema risulta concesso con decreto Presidenziale del 30 settembre 1955 ma non ancora ufficializzato poiché privo delle relative Lettere Patenti Governative.

## Monumenti e luoghi d'interesse

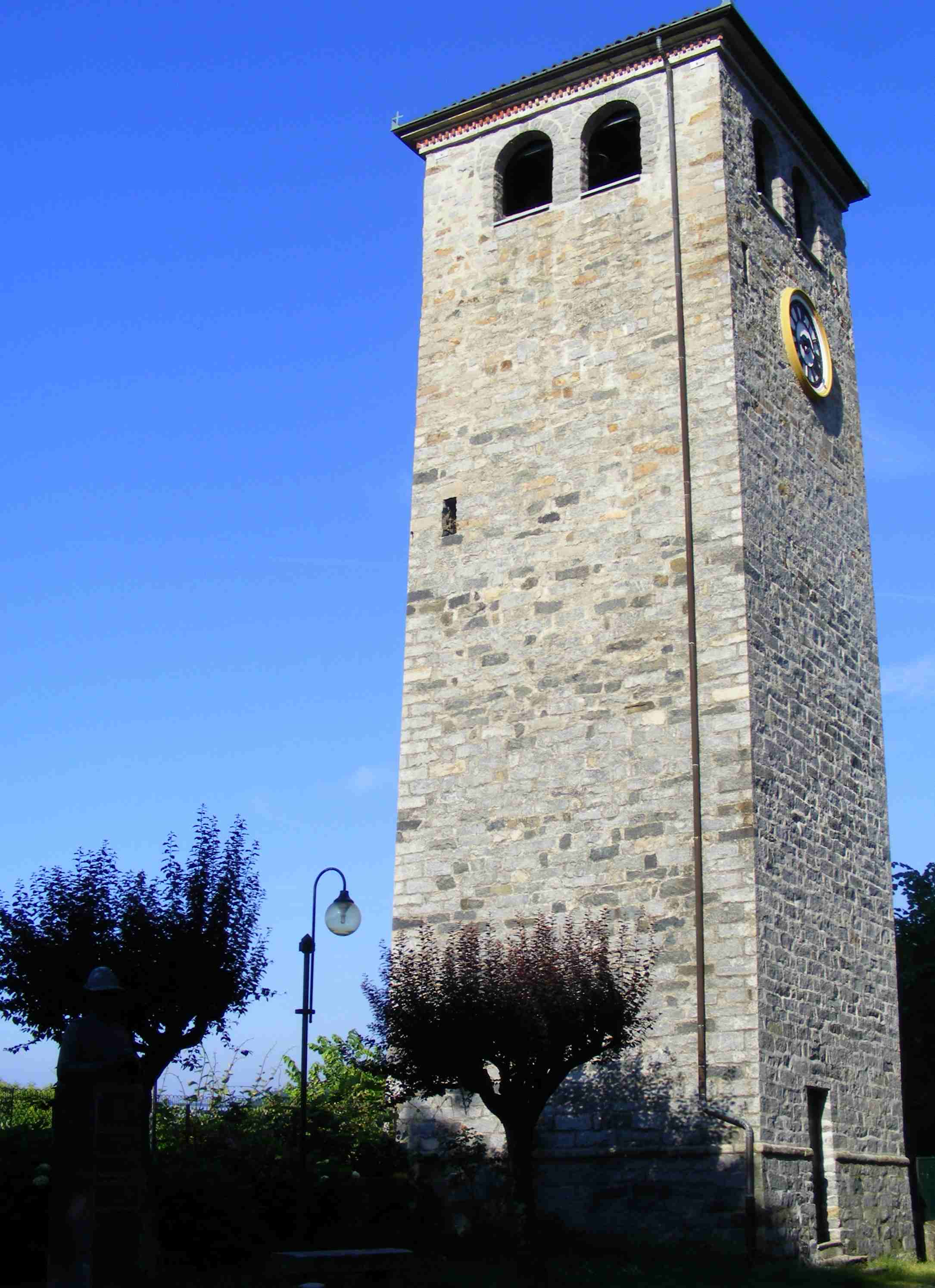
La torre campanaria

### Architetture religiose
- Chiesa parrocchiale dei Santi Grato e Policarpo; risalente al XVI secolo, il suo interno venne interamente affrescato negli anni 1864-1865 dal pittore Antonio Ciancia di Caprile. La massiccia torre campanaria in pietra ha una pendenza di circa 70 cm originatasi in seguito all'assestamento del terreno sul panoramico poggio dove è costruita.[9]
- Oratorio in frazione Governati; la costruzione risale al 1343, ma fu rimaneggiata nel XVIII secolo; è intitolato ai santi Sebastiano e Fabiano.
- Santuario del Mazzucco, situato a 919 metri di quota e dedicato a Sant'Anna.

### Architetture civili

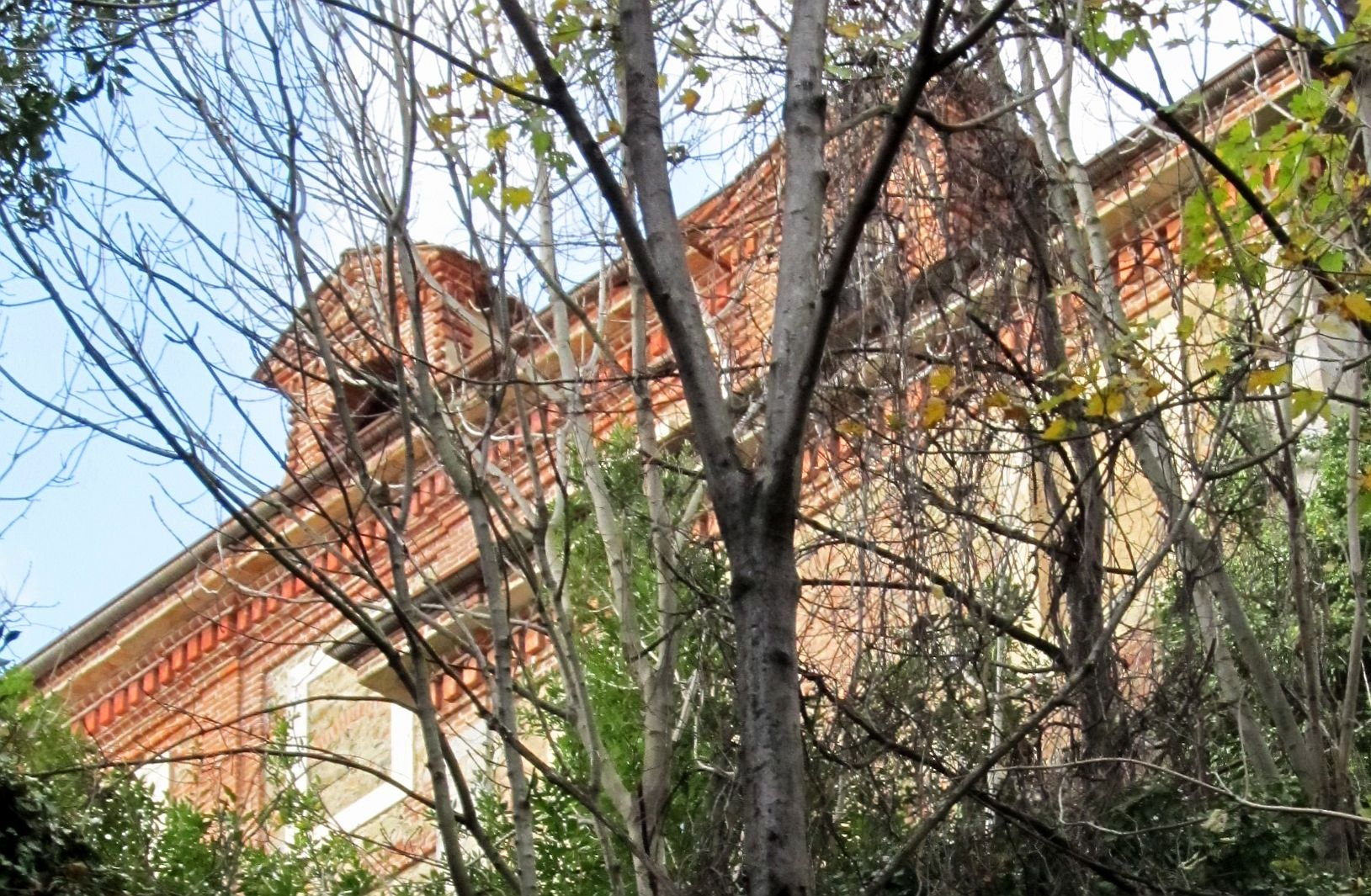
Palazzo Sogno

- Palazzo Sogno; costruito in frazione Falletti nel 1776 fu dimora della famiglia Sogno. L'edificio richiama strutturalmente e stilisticamente i manoirs della Provenza.
- Diga di Ponte Vittorio, al confine con Callabiana.

### Aree naturali
L'isola amministrativa montana che il comune di Camandona possiede in Valsessera è compresa nel Sito di Interesse Comunitario (SIC) della rete europea Natura 2000 “Val Sessera” (codice IT1130002).

## Società

### Evoluzione demografica
Abitanti censiti

### Etnie e minoranze straniere
Al 31 dicembre 2010 gli stranieri residenti a Camandona erano 19. La nazione d'origine più rappresentata era la
- Romania: 15

### Istituzioni, enti e associazioni
- Fondazione Maria Bonino
- Associazione Culturale ex Asilo Clelia Ferrua
- Pro loco
- I Cantori di Camandona
- Gruppo Alpini
- Squadra A.I.B. (anti incendi boschivi)
- Sci club "I lupi della melia"

## Cultura

### Istruzione
(Dizionario geografico storico-statistico-commerciale degli stati di S. M. il Re di Sardegna, Goffredo Casalis, ed.Forni, 1840, vol. 6 pag. 343)
Nel territorio comunale da tempo non sono presenti scuole pubbliche. Il comune fornisce agli alunni che frequentano le scuole dell'infanzia, elementari e medie inferiori un servizio di scuolabus per il trasporto presso le scuole della zona e la mensa.

Il comune era un tempo dotato di un asilo e scuole elementari autonome; a partire dal 2011 nell'edificio dell'ex-asilo è attivo un ostello, con 18 posti letto distribuiti su cinque camere.

### Eventi
- La festa di Sant'Anna si svolge tutti gli anni l'ultima settimana di luglio e dura in genere parecchi giorni. Un tempo i festeggiamenti si tenevano al santuario del Mazzucco ma oggi molte delle iniziative legate alla festa vengono organizzate nei vari borghi che compongono il comune e, in particolare, nella panoramica piazzetta di frazione Falletti. Si tratta di un evento con almeno un secolo di tradizione; basata in gran parte sul volontariato della Pro Loco di Camandona, la festa attrae migliaia di persone da tutto il Biellese.[18]

## Geografia antropica
Il capoluogo comunale (Bianco) e la maggior parte delle frazioni che compongono Camandona è situata attorno a quota 800 metri su una fascia che domina il solco vallivo della Strona, piuttosto incassato.
Poco a monte di Falletti-Guelpa, la più occidentale di queste frazioni, si trova il Santuario del Mazzucco, risalente al XVII secolo e dedicato a Sant'Anna e alla Madonna delle Grazie.
Ricade parzialmente nel territorio del comune anche l'invaso artificiale di Ponte Vittorio, formato da una diga che sbarra il torrente Strona.

## Infrastrutture e trasporti

### Strade
Il centro comunale di Camandona è collegato al resto del Biellese da due strade provinciali: la SP 105 Andorno - Mosso Santa Maria e la SP 107 di Camandona.

## Amministrazione

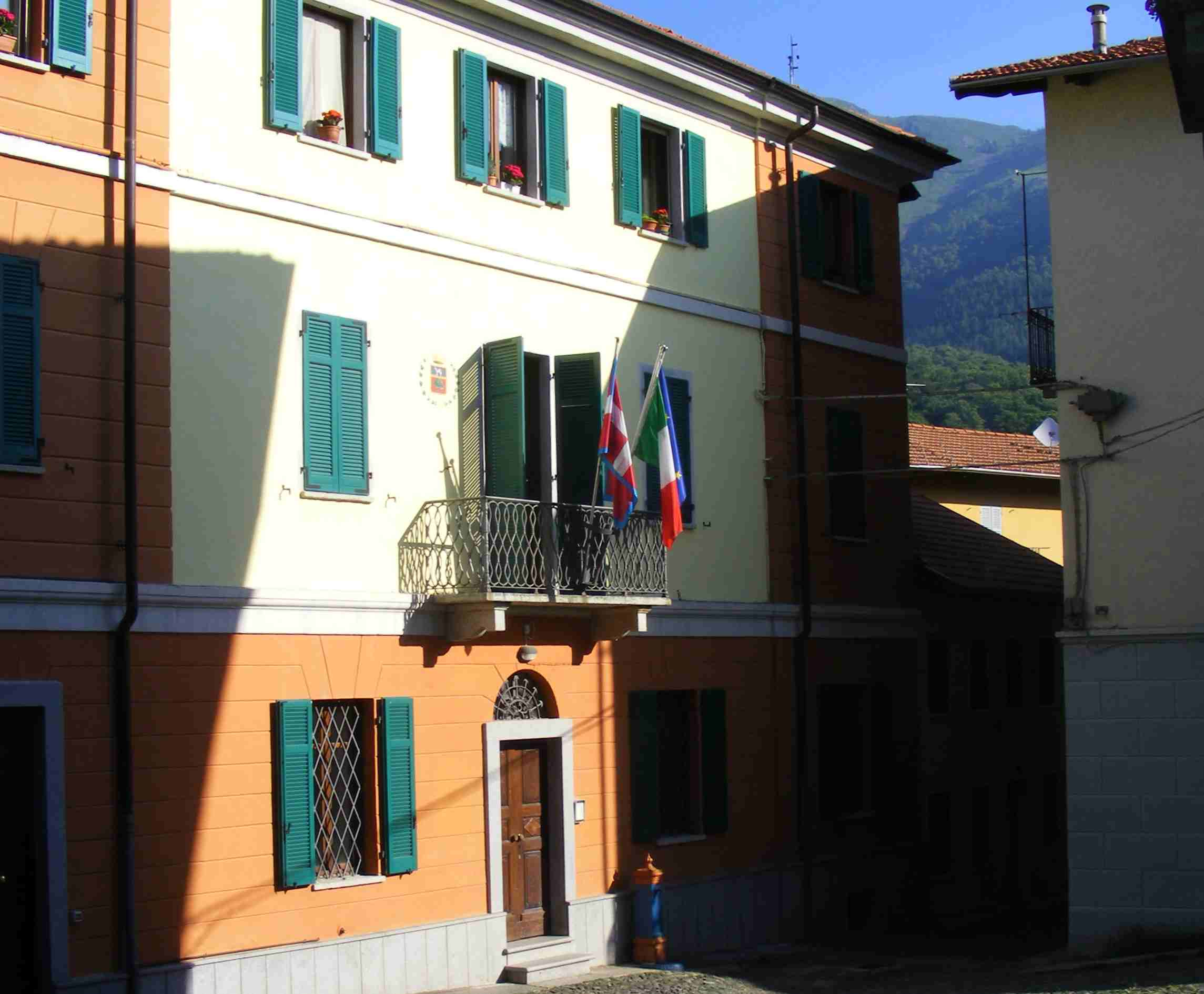
Il municipio

| Periodo | Periodo   | Sindaco                  | Partito                          | Carica  | Note       |
| ------- | --------- | ------------------------ | -------------------------------- | ------- | ---------- |
| 2019    | 2024      | Gian Paolo Botto Steglia | Lista Civica                     | Sindaco |            |
| 2004    | 2009      | Roberto Tramontina       | lista civica                     | Sindaco |            |
| 2009    | 2014      | Gian Paolo Botto Stellia | lista civica Tradizione e futuro | Sindaco |            |
| 2014    | 2019      | Gian Paolo Botto Stellia | lista civica Tradizione futur@   | Sindaco | II mandato |
| 2024    | In Carica | Giulia Botta             | Lista Civica "Per Camandona"     | Sindaco |            |

Il template {{ComuniAmminPrec}} serve per indicare i dati relativi all'elenco storico delle passate amministrazioni comunali nelle voci relative ai comuni.
Si può utilizzare anche per enti diversi dai comuni, basta cambiare se necessario il parametro cariche in {{ComuniAmminPrecTitolo}}.

## Uso
Il template genera una riga di tabella contenente i dati relativi al sindaco, o ad una carica equivalente, di un'amministrazione comunale. Per far sì che la tabella sia completa questo template deve essere preceduto dal template {{ComuniAmminPrecTitolo}} e seguito dal template {{ComuniAmminPrecFine}}. Per poter creare una tabella contenente più righe, inserire questo template tante volte quante sono le righe desiderate.

## Parametri
(legenda colori)

{{ComuniAmminPrec
|Nome = 

|Inizio = 

|Fine = 

|Carica = 

|Partito = 

|Note = 
}}
- Nome = nome e cognome del sindaco.
- Inizio = data di inizio del mandato (es: 15 maggio 1994).
- Fine = data di termine del mandato, se il sindaco è ancora in carica inserire: in carica scritto in corsivo.
- Carica = questo parametro è opzionale, se la carica di primo cittadino ricoperta è diversa da quella del sindaco (es: Podestà, Comm. pref., Vicario, Prosindaco, Assessore anziano, eccetera) inserire il nome della carica all'interno di wikilink, altrimenti non utilizzare questo parametro.
- Partito = l'utilizzo di questo parametro è opzionale ma consigliato, inserire il nome del partito di appartenenza del sindaco, se il primo cittadino è rappresentato da una carica diversa da quella del sindaco non utilizzare questo parametro.
- Note = inserire eventuali note incluse fra i tag <ref> e </ref>.

Si possono utilizzare anche parametri senza nome, in ordine numerico:
{{ComuniAmminPrec|inizio|fine|nome|partito|carica|note}}
La tabella può essere ordinata per colonne. Il template generalmente capisce da solo l'ordine dei nomi e delle date, ma in caso di problemi si possono specificare le chiavi di ordinamento con i parametri ordn e ordd. Ad es. per Gian Paolo Rossi aggiungere ordn=Rossi altrimenti il template pensa che il cognome sia Paolo Rossi.

## Esempi d'uso
Per esempio il seguente codice:
```
{{ComuniAmminPrecTitolo}}
{{ComuniAmminPrec
|Nome = [[Giacomo Rossinelli]]
|Inizio = 16 febbraio 1990
|Fine = 15 marzo 1995
|Partito = [[Partito delle fragole]]
|Note = <ref>Durante il mandato è passato al [[Partito delle mele]]</ref>
}}
{{ComuniAmminPrec
|Nome = [[Isabella Bianchi]]
|Inizio = 16 marzo 1995
|Fine = 18 giugno 1997
|Partito = [[Partito delle mele]]
}}
{{ComuniAmminPrec
|Nome = [[Giada Brambilla]]
|Inizio = 19 giugno 1997
|Fine = ''in carica''
|Carica = [[Commissario prefettizio|Comm. pref.]]
|Note = <ref>Dopo le dimissioni di Isabella Bianchi il comune è stato commissariato</ref>
}}
{{ComuniAmminPrecFine}}
```

Genera questa tabella:
| Periodo          | Periodo        | Primo cittadino    | Partito               | Carica      | Note   |
| ---------------- | -------------- | ------------------ | --------------------- | ----------- | ------ |
| 16 febbraio 1990 | 15 marzo 1995  | Giacomo Rossinelli | Partito delle fragole | Sindaco     | [ 20 ] |
| 16 marzo 1995    | 18 giugno 1997 | Isabella Bianchi   | Partito delle mele    | Sindaco     |        |
| 19 giugno 1997   | in carica      | Giada Brambilla    |                       | Comm. pref. | [ 21 ] |

## Template correlati
- Template:ComuniAmminPrecTitolo
- Template:ComuniAmminPrecFine

## Uso
Il template genera una riga di tabella contenente i dati relativi al sindaco, o ad una carica equivalente, di un'amministrazione comunale. Per far sì che la tabella sia completa questo template deve essere preceduto dal template {{ComuniAmminPrecTitolo}} e seguito dal template {{ComuniAmminPrecFine}}. Per poter creare una tabella contenente più righe, inserire questo template tante volte quante sono le righe desiderate.

## Parametri
(legenda colori)

{{ComuniAmminPrec
|Nome = 

|Inizio = 

|Fine = 

|Carica = 

|Partito = 

|Note = 
}}
- Nome = nome e cognome del sindaco.
- Inizio = data di inizio del mandato (es: 15 maggio 1994).
- Fine = data di termine del mandato, se il sindaco è ancora in carica inserire: in carica scritto in corsivo.
- Carica = questo parametro è opzionale, se la carica di primo cittadino ricoperta è diversa da quella del sindaco (es: Podestà, Comm. pref., Vicario, Prosindaco, Assessore anziano, eccetera) inserire il nome della carica all'interno di wikilink, altrimenti non utilizzare questo parametro.
- Partito = l'utilizzo di questo parametro è opzionale ma consigliato, inserire il nome del partito di appartenenza del sindaco, se il primo cittadino è rappresentato da una carica diversa da quella del sindaco non utilizzare questo parametro.
- Note = inserire eventuali note incluse fra i tag <ref> e </ref>.

Si possono utilizzare anche parametri senza nome, in ordine numerico:
{{ComuniAmminPrec|inizio|fine|nome|partito|carica|note}}
La tabella può essere ordinata per colonne. Il template generalmente capisce da solo l'ordine dei nomi e delle date, ma in caso di problemi si possono specificare le chiavi di ordinamento con i parametri ordn e ordd. Ad es. per Gian Paolo Rossi aggiungere ordn=Rossi altrimenti il template pensa che il cognome sia Paolo Rossi.

## Esempi d'uso
Per esempio il seguente codice:
```
{{ComuniAmminPrecTitolo}}
{{ComuniAmminPrec
|Nome = [[Giacomo Rossinelli]]
|Inizio = 16 febbraio 1990
|Fine = 15 marzo 1995
|Partito = [[Partito delle fragole]]
|Note = <ref>Durante il mandato è passato al [[Partito delle mele]]</ref>
}}
{{ComuniAmminPrec
|Nome = [[Isabella Bianchi]]
|Inizio = 16 marzo 1995
|Fine = 18 giugno 1997
|Partito = [[Partito delle mele]]
}}
{{ComuniAmminPrec
|Nome = [[Giada Brambilla]]
|Inizio = 19 giugno 1997
|Fine = ''in carica''
|Carica = [[Commissario prefettizio|Comm. pref.]]
|Note = <ref>Dopo le dimissioni di Isabella Bianchi il comune è stato commissariato</ref>
}}
{{ComuniAmminPrecFine}}
```

Genera questa tabella:
| Periodo          | Periodo        | Primo cittadino    | Partito               | Carica      | Note  |
| ---------------- | -------------- | ------------------ | --------------------- | ----------- | ----- |
| 16 febbraio 1990 | 15 marzo 1995  | Giacomo Rossinelli | Partito delle fragole | Sindaco     | [ 1 ] |
| 16 marzo 1995    | 18 giugno 1997 | Isabella Bianchi   | Partito delle mele    | Sindaco     |       |
| 19 giugno 1997   | in carica      | Giada Brambilla    |                       | Comm. pref. | [ 2 ] |

## Template correlati
- Template:ComuniAmminPrecTitolo
- Template:ComuniAmminPrecFine

### Gemellaggi
- Faucigny, dal 2011[1]

### Altre informazioni amministrative
Il comune ha fatto parte della Comunità montana Val Sessera, Valle di Mosso e Prealpi Biellesi, mentre fino al 2010 apparteneva alla Comunità montana Valle di Mosso, abolita in seguito all'accorpamento disposto dalla Regione Piemonte nel 2009.

## Galleria d'immagini

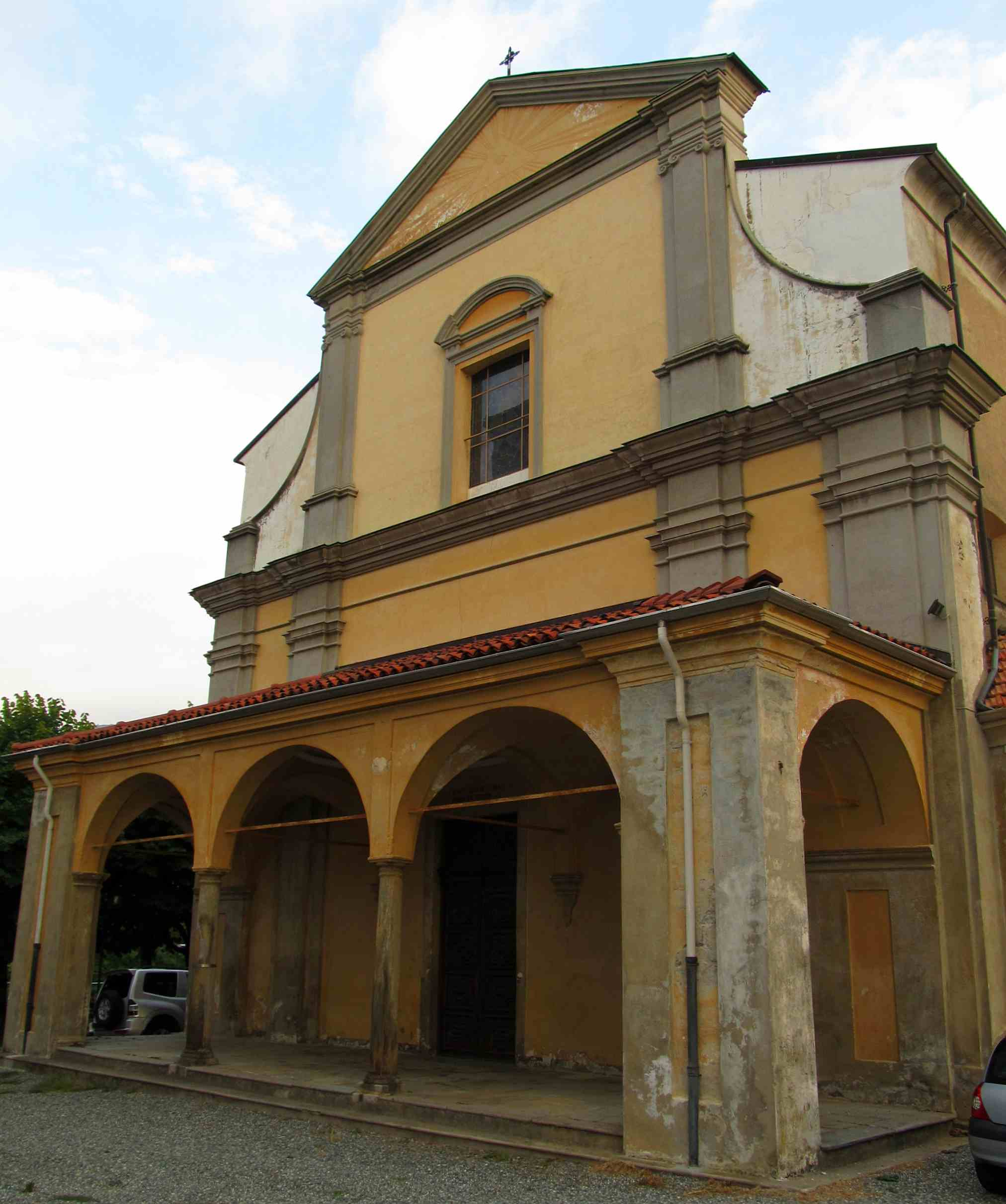
La facciata della chiesa parrocchiale
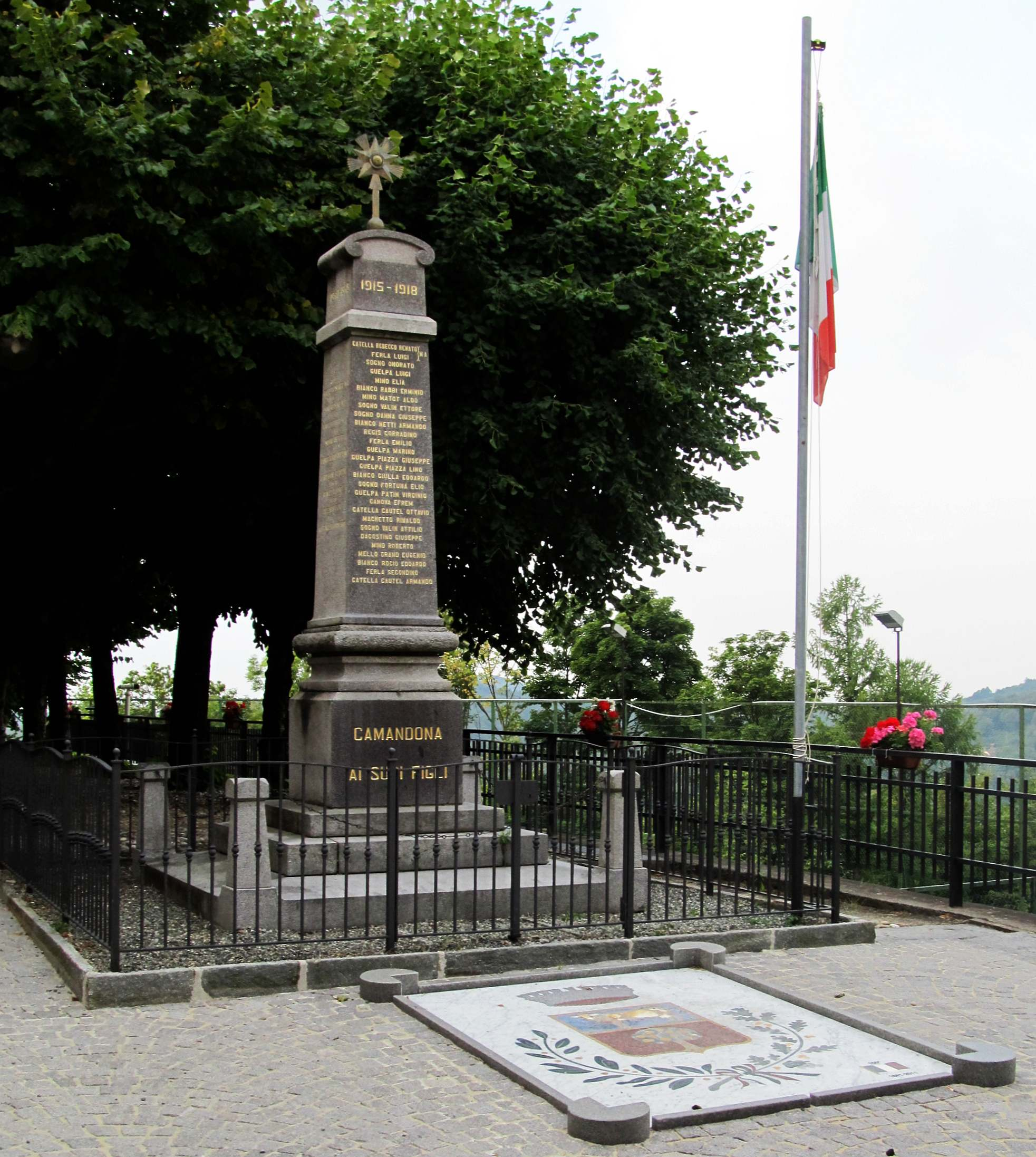
Il monumento ai caduti
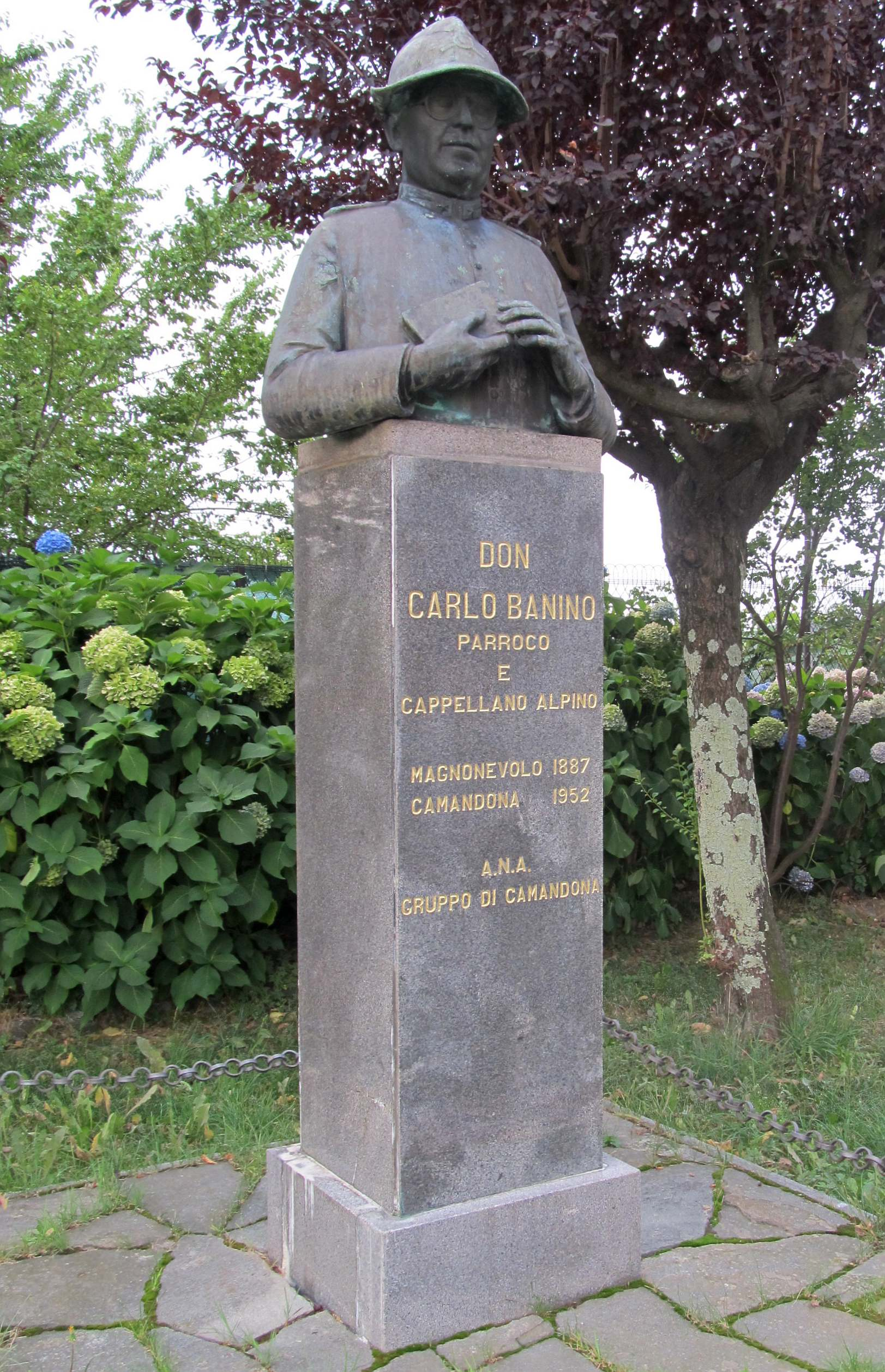
Il monumento a don Carlo Blandino
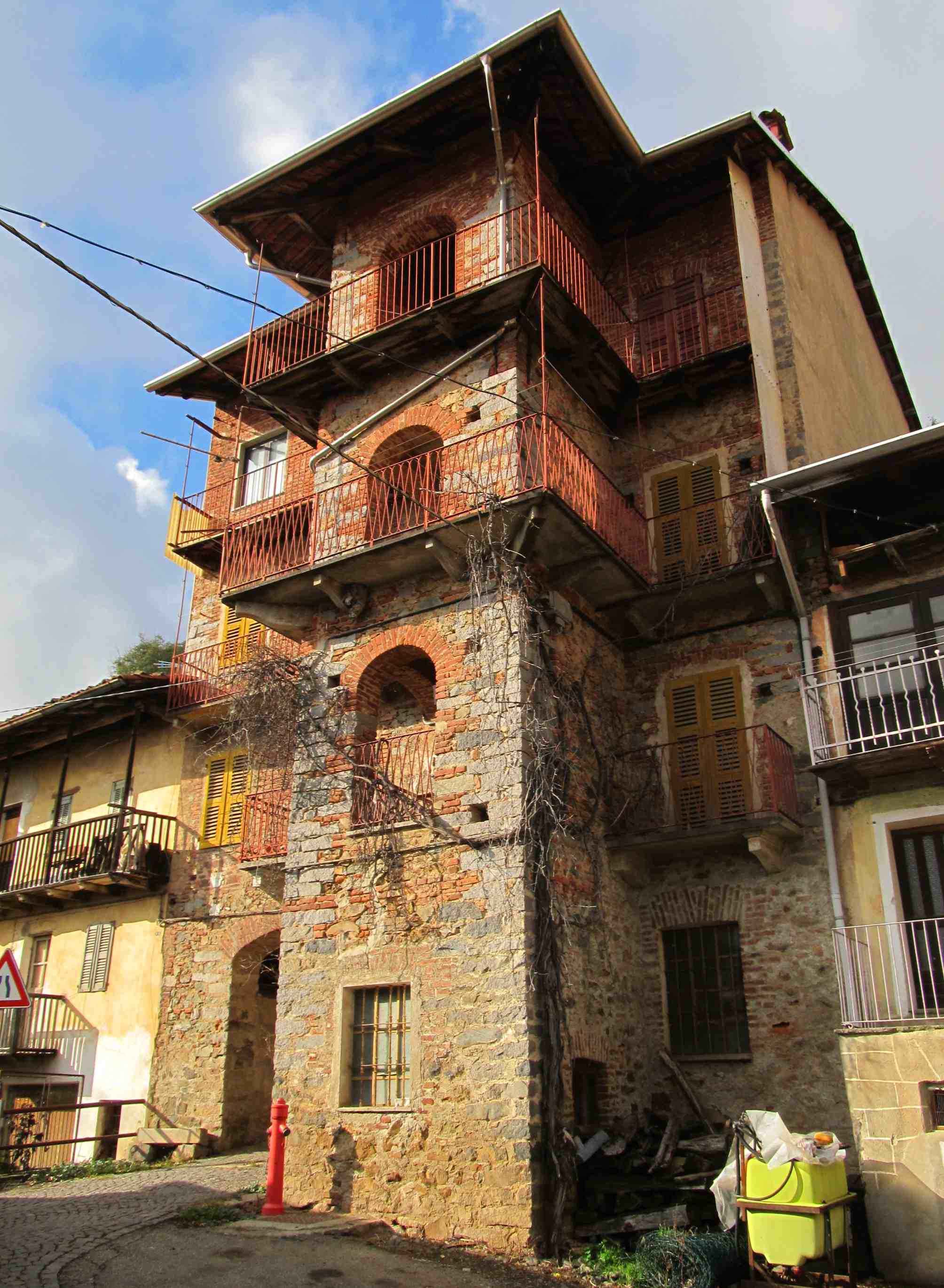
Frazione Guelpa

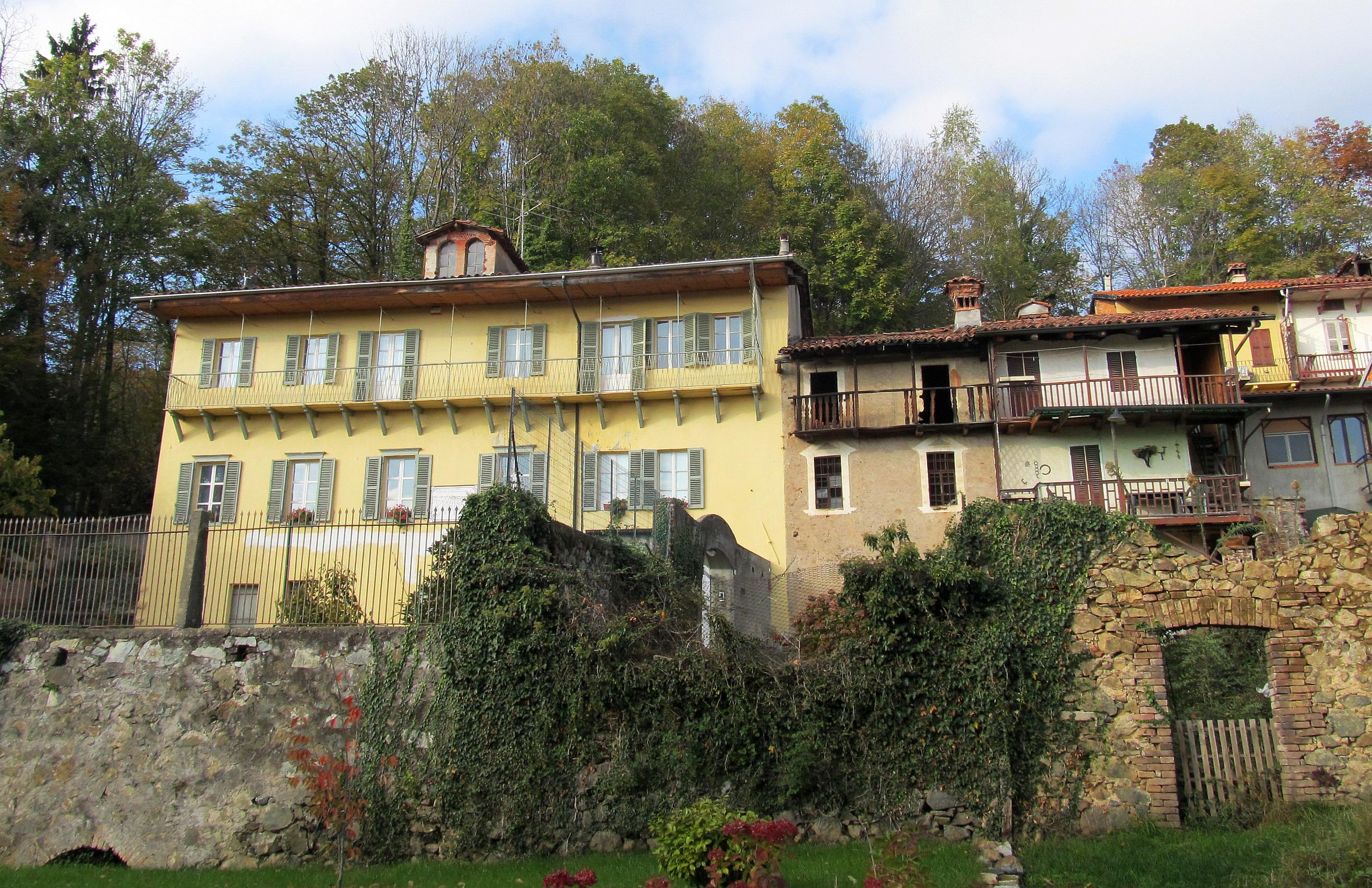
Frazione Gallo
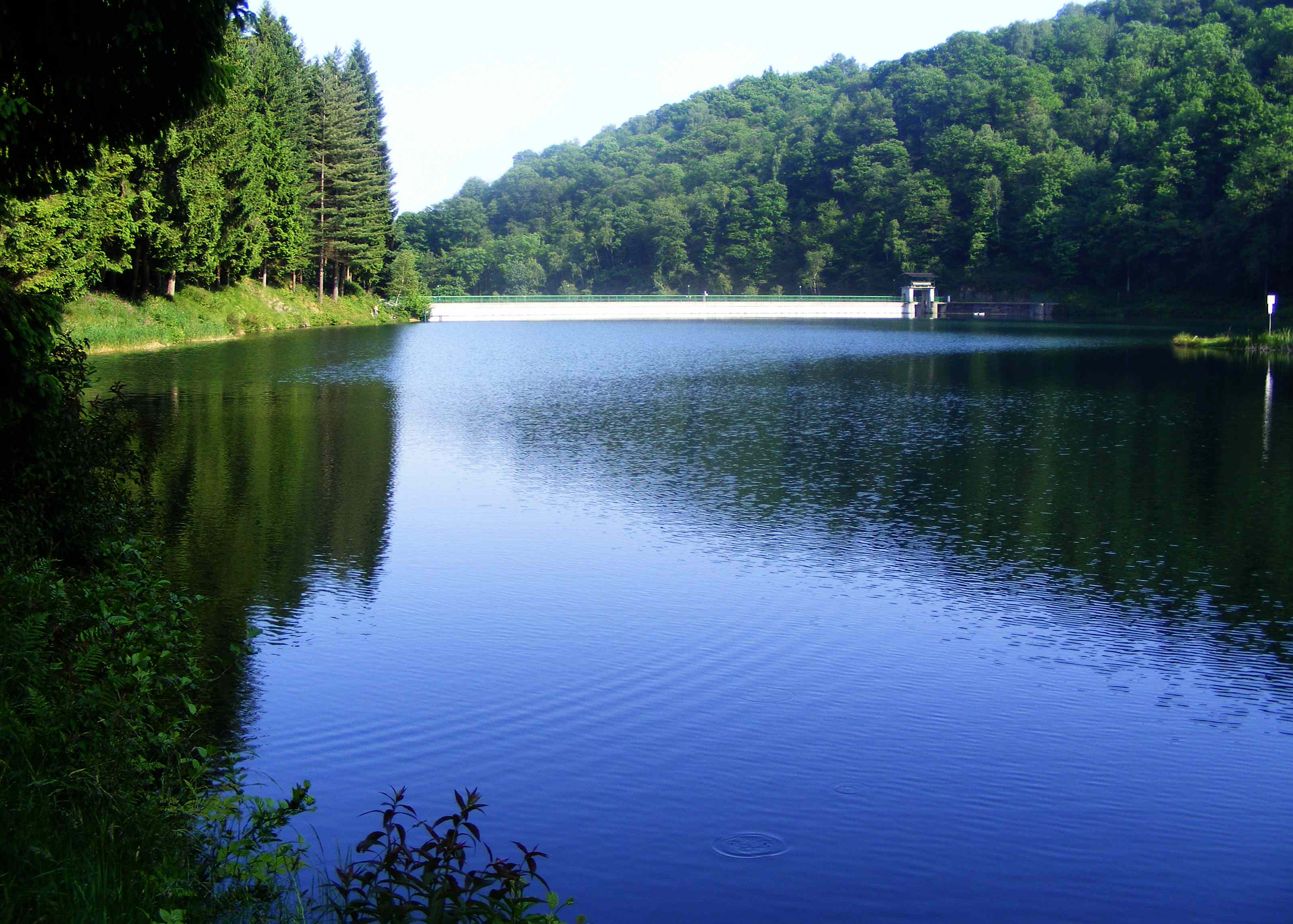
Il lago di Ponte Vittorio
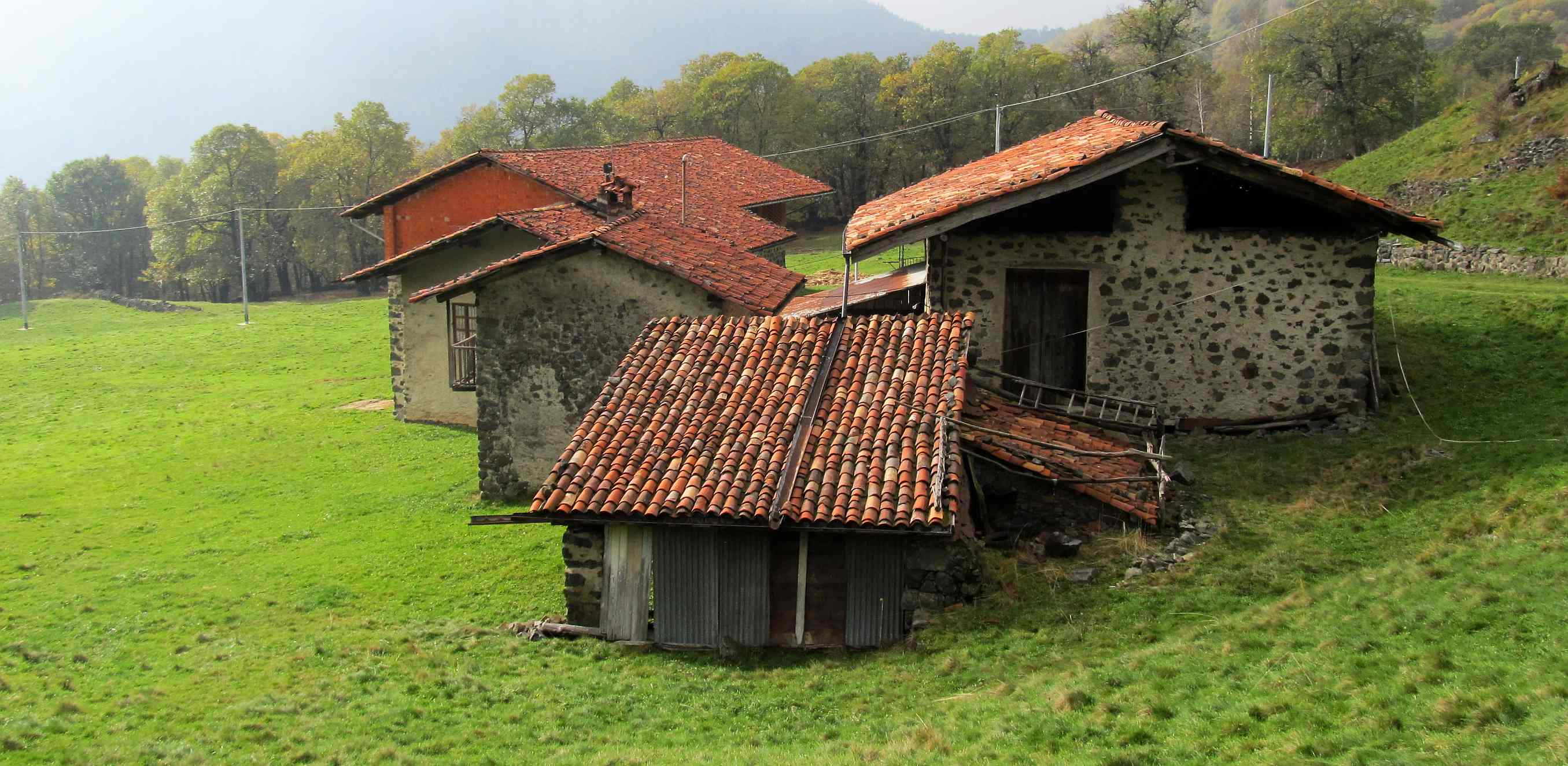
L'Alpe Carcheccio
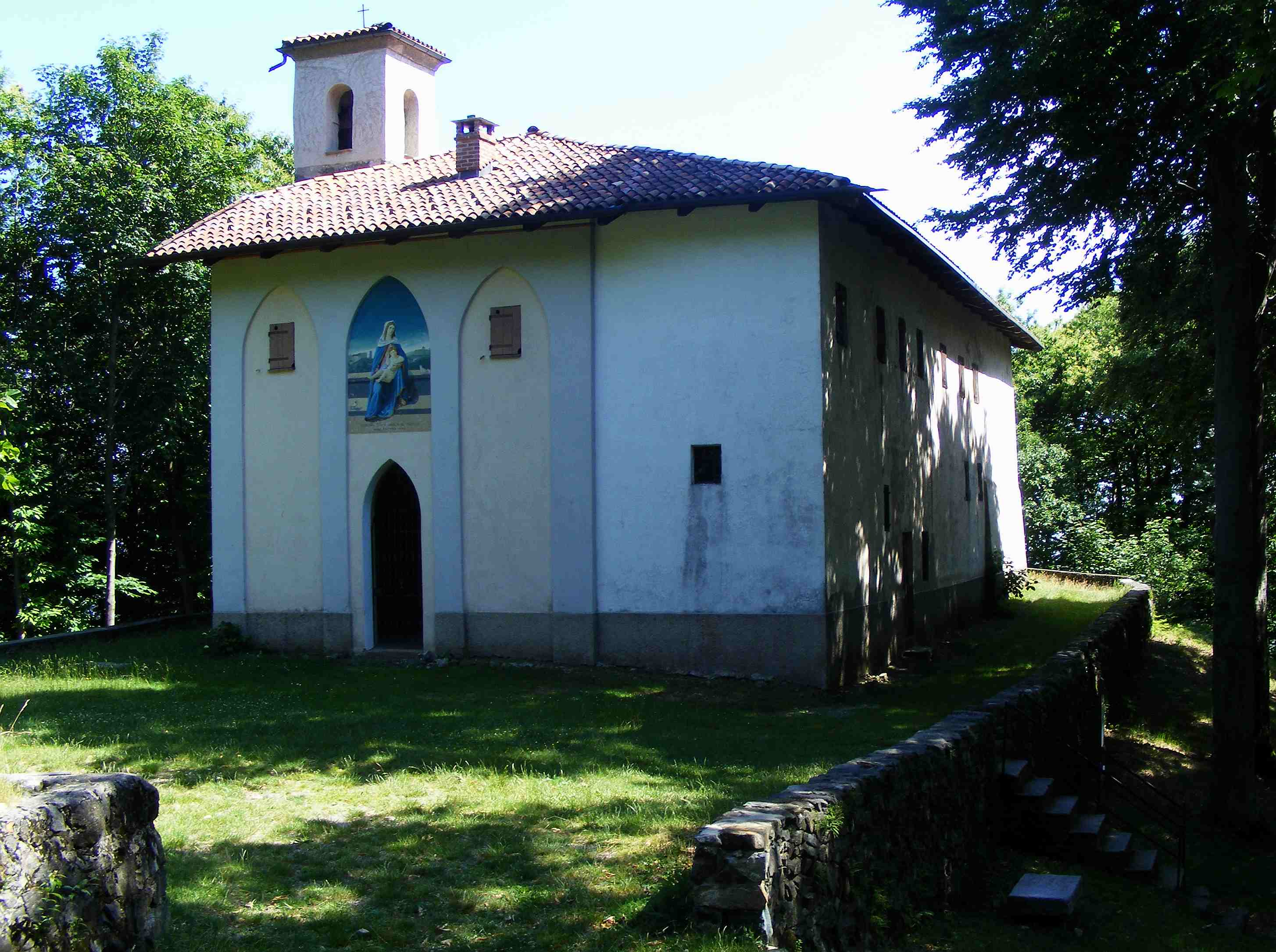
Il santuario del Mazzucco